# Nino Bule
Nino Bule, född 19 mars 1976, är en kroatisk tidigare fotbollsspelare.
Nino Bule spelade tre landskamper för det kroatiska landslaget.